# Proteuxoa acallis
Proteuxoa acallis là một loài bướm đêm trong họ Noctuidae.